# Too Good X Unreality
Too Good X Unreality ist das dritte Musikalbum von Jonathan Reisin. Die am 5. August 2024 in den Park West Studios in New York City entstandenen Aufnahmen erschienen am 15. Mai 2025 auf Boomslang Records.

## Hintergrund
Too Good X Unreality ist das dritte Album des Saxophonisten Jonathan Reisin nach seinem Debütalbum Option B (2022, Habitable Records) und den kollaborativ mit dem Schlagzeuger Francisco Mela entstandenen Album Earthquake (2023, 577 Records). Reisin nahm das Album 
Too Good X Unreality nach zweijähriger Vorbereitungszeit mit seinem neu gebildeten Trio auf, zu dem außer ihm der Pianist Shinya Lin und der Schlagzeuger Jarred Chase gehören.

## Titelliste
- Jonathan Reisin:

Too Good X Unreality (Boomslang Records/Galileo)
1. Walk and Talk 6:19
2. Through the Glass 5:24
3. Too Good X Unreality, Pt. 1 7:24
4. Too Good X Unreality, Pt. 2 7:26
5. Offertorium 8:01
6. Turn Off the Voices (For Jimmy) 3:28
7. Prelude 5:01

Die Kompositionen stammen von Jonathan Reisin.

## Rezeption
Nach Ansicht von Dan McClenaghan, der das Album in All About Jazz rezensierte, sind die Kompositionen Reisins in ihrer Fragilität „wie Schmetterlinge in ihrer Zerbrechlichkeit, Vignetten von Raum und Zartheit, die von einer unterschwelligen Zugfestigkeit geprägt sind.“ Es würde eine Dynamik aus Komplexität und Einfachheit herrschen, und man könnte den Eindruck bekommen, die Musiker setzten sich ohne Vorplanung hin und würden in einem freien Austausch versinken, mal bedächtig und zurückhaltend, mal aufgeregt. Too Good for X Unreality sei „ein Werk von weitläufiger Schönheit, eine zugängliche avantgardistische Traumlandschaft“ in sieben Teilen. Alles, was als avantgardistisch zu bezeichnen sei, verspreche Überraschungen. Das Album enttäusche in dieser Hinsicht nicht, doch die Überraschungen würden sich zu einem stimmigen Ganzen fügen und auf ihre einzigartige Weise Sinn ergeben.
Jonathan Reisin würde mit Too Good X Unreality „Zeugnis eines rasanten Reifeprozesses“ vorlegen, schrieb Eric Mandel in Jazz thing. Mit seinem Trio durchmesse der Saxophonist den 
musikalischen Raum zwischen Simplizität und Komplexität. Die sieben Stücke des Albums würden dabei nie preisgeben, was vorab notiert und was der individuellen Ausgestaltung zu verdanken ist. Der Titel „Through the Glass“ sei sogar dafür konzipiert, „prima vista“, also vom Blatt interpretiert zu werden. Aus dieser Spannung zwischen wohl erprobten Parts und solistischen Einzelleistungen ziehe das gesamte Album seine knisternde Atmosphäre, die streckenweise an die freitonalen Kompositionen Anthony Braxtons oder Ornette Colemans erinnere.